# Calpenia takamukui
Calpenia takamukui är en fjärilsart som beskrevs av Matsumura 1930. Calpenia takamukui ingår i släktet Calpenia och familjen björnspinnare. Inga underarter finns listade i Catalogue of Life.